# Hermann Arnold von Vittinghoff gen. Schell
Hermann Arnold von Vittinghoff gen. Schell (* 26. Februar 1701; † 2. Oktober 1768) war Subdiakon und Domherr in Hildesheim und Münster.

## Leben

### Herkunft und Familie
Hermann Arnold von Vittinghoff gen. Schell entstammte dem westfälischen Adelsgeschlecht von Vittinghoff. Die Sprossen der Familie bekleideten hohe Ämter in Kirche, Militär und Verwaltung. So stellten die Freiherrn von Vittinghoff von 1456 bis zur Säkularisation im Jahre 1803 die Erbdrosten im Stift Essen.
Hermann Arnold war der Sohn des Arnold Johann von Vittinghoff gen. Schell (1656–1714) und seiner Gemahlin Theodora von Galen zu Assen (1654–1701), Tochter des Johann Heinrich von Galen. Seine Schwestern Anna Theodora Helena und Maria Adolphina waren Kanonissen im Stift Nottuln. Sein Bruder Friedrich Ignaz war Domherr in Münster und Paderborn. 
Am 16. April 1741 heiratete er Agnes Francisca von Ketteler zu Harkotten. Nach deren Tod schloss er am 20. Februar 1745 in Lippramsdorf mit Maria Benigna von Galen (* 1710, Tochter des Christoph Bernhard von Galen zu Ermelinghof und Anna Maria von Falkenstein), die Ehe. Aus dieser sind die Söhne Clemens August (* 1746, ⚭ Maria Theresia von Merveldt) und Karl Friedrich (Subdiakon, Domherr in Hildesheim, Münster und Osnabrück) hervorgegangen.

### Wirken
Mit dem Erhalt der Tonsur am 28. Februar 1711 wurde Hermann Arnold auf ein geistliches Leben vorbereitet. Nach dem Verzicht seines Bruders Friedrich Ignaz kam er in den Besitz einer Dompräbende in Hildesheim und im Jahre 1727 in Münster. Er erhielt die Weihe zum Subdiakon. Wegen seiner Heirat verzichtete er am 16. April 1741 auf alle Ämter.